# Resilina
La resilina è una particolare proteina elastomerica che forma strutture elastiche presenti negli insetti.
Questa proteina si trova in quantità significative nelle regioni dell'esoscheletro interessate ad un'intensa attività muscolare, in particolare nelle zampe saltatorie, negli scleriti ascellari ed in quelle utilizzate  nel movimento dell'ala.